# Menhir von Wellen
Der Menhir von Wellen ist wegen seiner Ritzmuster eine archäologische Rarität unter den Menhiren im Fritzlar-Kasseler Raum. Der mit Fischgrätenmuster und vier parallelen Linien eingeritzte Menhir aus rotem Sandstein gehört neben den zwei Stelen von Ellenberg zu den seltenen verzierten Steinen der Gegend.

## Fundgeschichte
Der Stein wurde 1961 im Edertaler Ortsteil Wellen bei Kiesabbauarbeiten entdeckt und von einer Privatperson entfernt. Er steht heute, witterungsgeschützt, im Edertaler Ortsteil Bringhausen oberhalb des Edersees im frei zugänglichen Eingangsbereich eines privaten Ferienhauses. Eine Kopie befindet sich im hessischen Landesmuseum in Kassel.
Der Fund wurde aus seinem archäologischen Kontext gerissen, so dass keinerlei Schlüsse aus den Nebenfunden oder den Erdschichten mehr möglich sind. Ähnliche Fischgrätenmuster wurden jedoch beim Abschlussstein des Steinkammergrabes von Züschen, auf Bechern der Becherkultur sowie bei einem der beiden Menhire von Ellenberg, die im  Hessischen Landesmuseum in Kassel aufbewahrt werden, entdeckt. Bei weiteren Ausgrabungen und als Einzelfunde wurden aus der Vorzeit in Wellen ein Moschusochsenschädel, Bandkeramik, große Urnen mit Leichenbrand, sowie aus späterer Zeit römische Münzen und Knochenkämme aus der Völkerwanderungszeit gefunden.

## Beschaffenheit
Die Megalithplatte ist 1,3 m breit, 1,5 m hoch und 25 cm dick. Auf der Oberseite befinden sich zahlreiche rituelle Schälchen. Eine Besonderheit ist, wie bei den Ellenberger Menhiren, die Abschrägung der Schmalseiten zur Rückseite hin. Die Vorderseite ist gerundet. Der Menhir ist auf Grund seiner kulturgeschichtlich späten Erscheinungsform (etwa 2500 v. Chr.) als bildhauerische Entwicklung zu betrachten. Er war nicht nur Teil eines religiösen Zentrums einer vorchristlichen Sippe, bzw. Ort der Verehrung einer Gottheit, als Opfer- oder Kultplatz, sondern ist auch als Artefakt eines anonymen Künstlers zu bewerten.